# 北緯81度線
北緯81度線（ほくい81どせん）は、地球の赤道面より北に81度の角度を成す緯線。北極内部にあり、大西洋、北極海、ヨーロッパ、アジア、北アメリカを通過する。
この緯度の下では、4月11日頃から9月2日頃までの約4ヶ月半の間は白夜になり、10月19日頃から2月24日頃までの約4ヶ月間は極夜になる。

## 通過する地域一覧
北緯81度線は、本初子午線から東に向かって以下の場所を通っている。
| 地理座標                                             | 国土・領土・領海 | 備考 |
| ---------------------------------------------------- | ---------------- | --- |
| 北緯81度0分 東経0度0分 / 北緯81.000度 東経0.000度    | 大西洋           | グリーンランド海 |
| 北緯81度0分 東経11度43分 / 北緯81.000度 東経11.717度 | 北極海           | アルトゥル島、ゼムリャ・ゲオルグ、ゼムリャフランツァヨシファ（ ロシア）の間を通過。                                   |
| 北緯81度0分 東経54度27分 / 北緯81.000度 東経54.450度 | ロシア           | ゼムリャフランツァヨシファ - ソールズベリー島、ツィーグラー島、グリリ島                                               |
| 北緯81度0分 東経58度45分 / 北緯81.000度 東経58.750度 | 北極海           | |
| 北緯81度0分 東経60度13分 / 北緯81.000度 東経60.217度 | ロシア           | ゼムリャフランツァヨシファ - ラ＝ロンシエール島                                                                       |
| 北緯81度0分 東経61度31分 / 北緯81.000度 東経61.517度 | 北極海           | |
| 北緯81度0分 東経64度10分 / 北緯81.000度 東経64.167度 | ロシア           | ゼムリャフランツァヨシファ - グレエムベル島                                                                           |
| 北緯81度0分 東経65度20分 / 北緯81.000度 東経65.333度 | カラ海           | ウシャーコフ島（ ロシア）のちょうど北を通過。 シュミット島、セヴェルナヤ・ゼムリャ諸島（ ロシア）のちょうど南を通過。 |
| 北緯81度0分 東経93度45分 / 北緯81.000度 東経93.750度 | ロシア           | セヴェルナヤ・ゼムリャ諸島 - コムソモレツ島                                                                           |
| 北緯81度0分 東経96度36分 / 北緯81.000度 東経96.600度 | 北極海           | |
| 北緯81度0分 西経95度16分 / 北緯81.000度 西経95.267度 | カナダ           | ヌナブト準州 - アクセルハイバーグ島                                                                                   |
| 北緯81度0分 西経91度38分 / 北緯81.000度 西経91.633度 | ナンセン海峡     | |
| 北緯81度0分 西経88度14分 / 北緯81.000度 西経88.233度 | カナダ           | ヌナブト準州 - エルズミーア島                                                                                         |
| 北緯81度0分 西経66度52分 / 北緯81.000度 西経66.867度 | ネアズ海峡       | |
| 北緯81度0分 西経64度25分 / 北緯81.000度 西経64.417度 | グリーンランド   | |
| 北緯81度0分 西経14度18分 / 北緯81.000度 西経14.300度 | 北極海           | グリーンランド海 |